# خافيير كليمنتي
خافيير كليمنتي لازارو (بالإسبانية: Javier Clemente Lázaro)‏ (مواليد باراكالدو، إسبانيا، 12 مارس 1950) هو لاعب كرة قدم إسباني متقاعد والذي لعب كلاعب وسط، والمدرب الحالي لمنتخب ليبيا.
بدأ العمل بمهنة المدرب قبل عيد ميلاده الثلاثين، ولقد كان مسؤولاً عن عدة نوادي ومنتخبات وطنية، بما في ذلك أتلتيك بيلباو والذي كان يمتل أيضاً كلاعب، نادي إسبانيول ومنتخب أسبانيا، ولقد فاز ببطولة الدوري الإسباني في 1983 و 1984 على التوالي.

## عمله كمدرب

### المنتخب الأسباني
درب منتخب إسبانيا لكرة القدم بين عامي 1992 و1998.

### منتخب صربيا
درب منتخب صربيا لكرة القدم بين عامي 2006 و2007.

### المنتخب الليبي
في 20 سبتمبر 2013 عين كمدرب للمنتخب الليبي خلفاً لعبد الحفيظ اربيش بعد هزيمة ليبيا 0-1 أمام الكاميرون في تصفيات أفريقيا لكأس العالم لكرة القدم 2014.
قاد المنتخب الليبي للفوز بأول بطولة في تاريخه وهي بطولة أمم أفريقيا للمحليين 2014 ضد المنتخب الغاني في النهائي بعد التعادل السلبي في المبارة لتذهب للاشواط الاضافية والركلات الترجيحية ليفوز المنتخب الليبي بها في جنوب أفريقيا ونال لقب أفضل مدرب في البطولة.

## روابط خارجية
- خافيير كليمنتي على موقع الاتحاد الدولي (مؤرشف)  (الإنجليزية)
- خافيير كليمنتي على موقع قاعدة بيانات كرة القدم.إي يو (الإنجليزية)
- خافيير كليمنتي على موقع ناشيونال فوتبول تيمز (الإنجليزية)
- خافيير كليمنتي على موقع Soccerway.com (الإنجليزية)
- خافيير كليمنتي على موقع عالم كرة القدم.نت (الإنجليزية)
- خافيير كليمنتي على موقع كووورة
- خافيير كليمنتي على موقع أوليمبيديا (الإنجليزية)